# Вильдерман, Альберт Моисеевич
Альберт Моисеевич Вильдерман (ивр. אלברט וילדרמן‎‎; 1 мая 1923, Аккерман, Бессарабия, Румыния — 19 декабря 2012, Петах-Тиква, Израиль) — молдавский советский врач-фтизиатр, учёный-медик и мемуарист, доктор медицинских наук (1972), профессор (1973).

## Биография
Альберт Вильдерман родился в потомственной врачебной семье в Четатя-Албэ, там же учился в румынской гимназии. Его дядя, Исаак Осипович Вильдерман (1893—1973), был основателем первого Республиканского противотуберкулёзного диспансера (Кишинёв), открытого в новоприсоединённой к СССР Бессарабии, первым заведующим терапевтическим отделением Республиканского института туберкулёза, автором ряда научных трудов в области терапии внутренних болезней. Другой дядя, Исаак Осипович Шапиро (1865—1942), на протяжении пяти десятилетий руководил Еврейской больницей в Аккермане; мать, Раиса Борисовна Шапиро, работала бактериологом в это же больнице (а затем заведующей лабораторией в туберкулёзном санатории в Ворниченах). Дед, купец 2-й гильдии Эли-Бер Шаевич Шапиро (ум. 1918), управлял крупным лесопромышленным предприятием в Одессе.
Рано остался без отца. В годы Великой Отечественной войны — в эвакуации в Казахстане, с 1942 года — в трудармии. После окончания Кишинёвского медицинского института в 1949 году был направлен на работу в противотуберкулёзный диспансер в Сороки, а затем в республиканский туберкулёзный санаторий «Ворничены». В 1960 году защитил кандидатскую диссертацию. В 1964 году был назначен доцентом по курсу туберкулёза в Карагандинском медицинском институте, затем заведующим кафедрой фтизиатрии (которой руководил на протяжении последующих десяти лет), а после защиты докторской диссертации в 1972 году — профессором.
В 1974 году вернулся в Кишинёв и был назначен заместителем директора по научной части и заведующим терапевтическим отделением Республиканского НИИ туберкулёза, руководителем Республиканского лёгочного центра. Был главным пульмонологом Молдавской ССР. Награждён орденом Трудового Красного Знамени.
Основные научные труды в области терапии туберкулёза лёгких и клинических вопросов сопутствующих заболеваний, в частности вирусного гепатита и СПИДа у больных туберкулёзом.
С 1992 года — в Израиле (Петах-Тиква). В 2008 году опубликовал на иврите книгу мемуаров о детских и юношеских годах в довоенной Бессарабии «О моей бурной эпохе: по обе стороны железного занавеса». На основе этих мемуаров на русском языке (совместно с племянником, физиком Владимиром Генриховичем Шапиро, род. 1940) опубликовал том воспоминаний «Два века еврейской семьи из Бессарабии» (2009).

## Семья
Двоюродный брат — математик Генрих Михайлович Шапиро (1903—1942), автор переиздававшегося учебника «Высшая алгебра» (1935), первый заведующий кафедрой математики Самарского государственного аэрокосмического университета им. С. П. Королёва.

## Книги
- Поражение печени у больных туберкулёзом (с З. А. Евграфовой и Р. Н. Бусыгиной). Молдавский научно-исследовательский институт туберкулёза. Кишинёв: Штиинца, 1977.
- Броншита кроникэ: тратаментул ши профилаксие (хронический бронхит: лечение и профилактика, на молдавском языке для широкого круга читателей; с Е. Н. Коркусом). Кишинёв: Тимпул, 1984.
- Хронические неспецифические заболевания лёгких и туберкулёз: сочетанные формы поражения (с Э. П. Доставаловой, Р. Н. Бусыгиной и Л. Я. Котигером). Кишинёв: Штиинца, 1988.
- על תקופתי הסוערת: משני צידי מסך הברזל (О моей бурной эпохе: по обе стороны железного занавеса, на иврите). Тель-Авив: בית נלי מדי, Bet Nelly, 2008.
- Два века еврейской семьи из Бессарабии (с В. Г. Шапиро). Тель-Авив: Бейт Нелли, 2009.
- Мой путь в медицине (мемуары, очерки, письма). Составитель — Владимир Шапиро. Петах-Тиква, 2013.[14]

## Под редакцией А. М. Вильдермана
- Лабораторная диагностика туберкулёза. Молдавский научно-исследовательский институт туберкулёза. Кишинёв: Штиинца, 1976.
- Диагностика и дифференциальная диагностика туберкулёза. Молдавский научно-исследовательский институт туберкулёза. Кишинёв: Штиинца, 1978.
- Лёгочная патология. Молдавский научно-исследовательский институт туберкулёза. Кишинёв: Штиинца, 1980.
- Лечение больных с поражением органов дыхания в стационарных и амбулаторно-поликлинических условиях. Молдавский научно-исследовательский институт туберкулёза. Кишинёв: Штиинца, 1984.
- Медицинская и социально-трудовая реабилитация при туберкулёзе органов дыхания. Молдавский научно-исследовательский институт туберкулёза. Кишинёв: Штиинца, 1985.